# Амиатинский кодекс
Амиати́нский ко́декс (лат. Codex Amiatinus, сигла А) — самый авторитетный документ Вульгаты и самая ранняя из сохранившихся в полном объёме рукописей перевода блаженного Иеронима (Леонский палимпсест старше, но в нём текст Иеронима представлен фрагментарно, наряду с другими ранними латинскими переводами). Книга называется по бенедиктинскому, а затем цистерцианскому аббатству Спасителя на горе Амиата в Тоскане, в котором долгое время хранилась. С 1786 года хранится в Библиотеке Лауренциана во Флоренции (каталожное обозначение Cat. Sala Studio 6, Amiatino 1).
С XVI века на основе этой рукописи делаются авторитетные церковные и научные издания латинской Библии. Считается наиболее точным списком перевода св. Иеронима для Нового Завета и бо́льшей части Ветхого. Как обычно в Вульгатах до IX века, в тексте отсутствуют Книга Варуха и Послание Иеремии, сразу за Книгой Иеремии следует его Плач. Книга Ездры представлена до более позднего разделения на Первую книгу Ездры и Вторую (она же Книга Неемии), аналогично объединены ныне парные Книги Самуила, Царей и Хроник.
Манускрипт изготовлен около 700 года в двойном аббатстве Монкуирмут-Джарроу в королевстве Нортумбрия в составе серии из трёх одинаковых однотомных гигантских Библий. Третий экземпляр был предназначен в подарок папе римскому Григорию II, которому доставлен в 716 году. Яркий образец англосаксонского книжного искусства, по некоторым (небеспристрастным) мнениям — «красивейшая книга на свете», хотя и почти лишённая богатых иллюстраций, в отличие от аналогичного качества письма Линдисфарнского Евангелия и Келлской Книги.
В 2018 году, впервые за 13 веков, Кодекс вернулся в Англию на выставку англосаксонских рукописей в Британской библиотеке.

## Описание

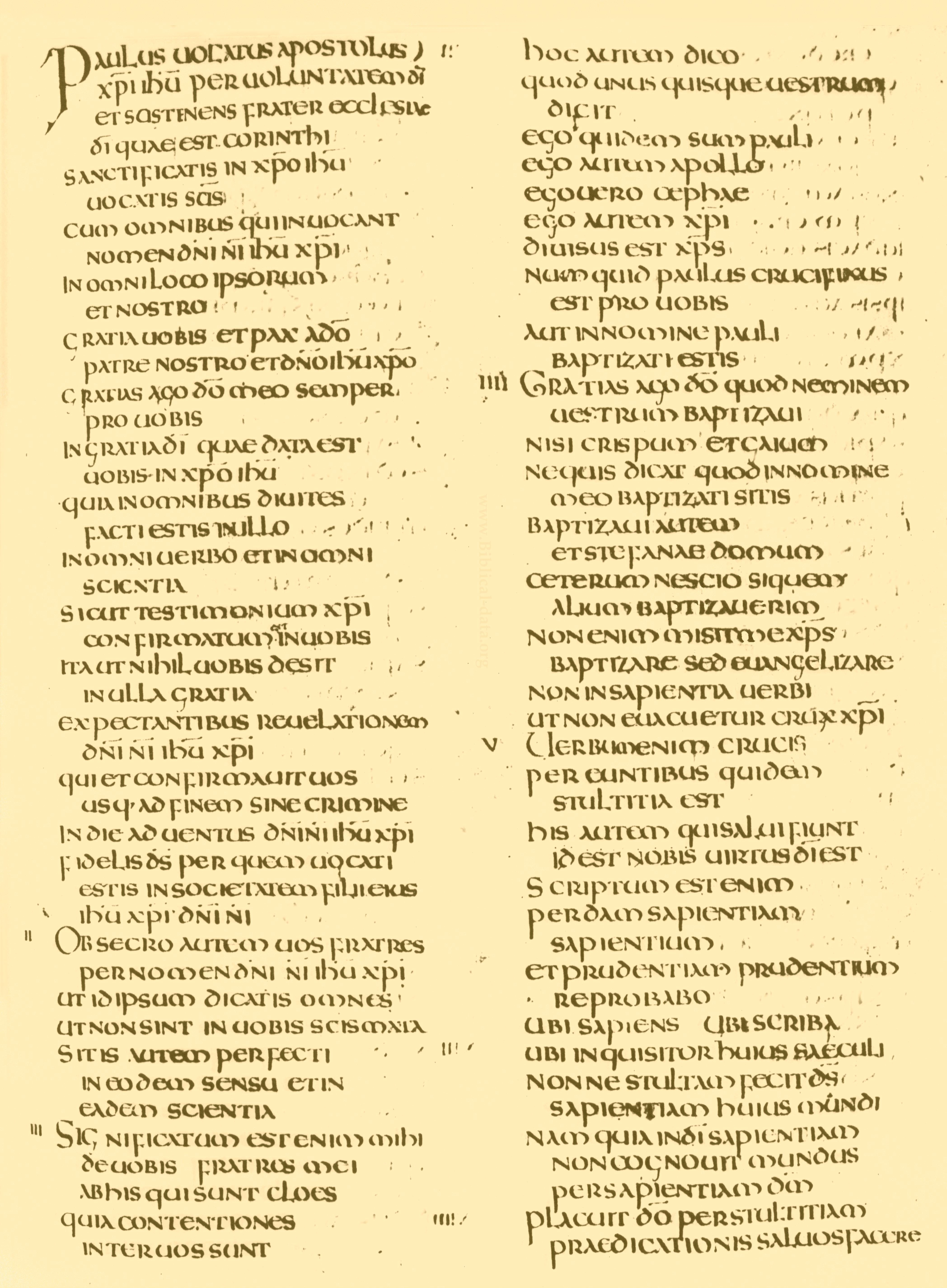
Лист 950 recto, представлен текст. Во второй строке первой колонки отчётливо видно сокращённое написание имени Иисуса Христа

Амиатинский кодекс включает 1029 листов хорошо выделанного пергамента. Несмотря на большой возраст, пергамент прекрасно сохранился и выглядит свежим. Листы форматом 191⁄4 дюймов (48,9 см) × 133⁄8 дюймов (34,0 см), сфальцованы в кватернионы — тетради по 4 страницы, и сшиты в книжный блок толщиной 7 дюймов (17,8 см), считая без крышек переплёта. Общий вес книги — около 30 кг. В «Католической энциклопедии» заявляется, что у человека, берущего её в руки, возникает сложное впечатление, близкое к благоговению. Первый лист каждой тетради снабжён фолиацией римскими цифрами, выполненными коричневыми чернилами; позднее А. Бандини была добавлена фолиация арабскими цифрами чёрными чернилами.
Текст написан крупным чётким унциалом в две колонки по 43—44 строки; первая строка каждой библейской книги записана красными чернилами. Пунктуация отсутствует, но текст разбит по смыслу на строки разной длины. Слова отделены друг от друга, однако расстояние между ними минимальное. Текст Евангелий разбит на отделы по Аммонию. Судя по особенностям почерка, над рукописью работали семь писцов и иллюстраторов. Ряд понятий, обозначающих Бога и связанных с ним сущностей, последовательно написаны в сокращённом виде под надстрочной чертой, аналогичной церковнославянскому титлу (Nomina sacra): ds (Deus — «Бог»), dns (Dominus — «Господь»), ihs (Iesus — «Иисус»), xps (Christus — «Христос»), sps (Spiritus — «Дух»), scs (sanctus — «святой»). Непоследовательно использованы сокращение для слова «Израиль» isrl в форме «Israhel» (вместо лат. Israel) и ff — «fratres» («братья»).
Кодекс содержит иллюстрации только в начале Ветхого и Нового Заветов (в последнем случае — миниатюра Христа во славе на весь лист). Лист 1 verso содержит стихотворное посвящение в аркаде, за ним следуют изображение Скинии Завета, пролог и оглавление; лист 5 содержит изображение Ездры в виде монаха-писца. В кодексе приводятся варианты разбиения библейских книг по Иерониму, Иларию и Августину; при этом содержание не соответствует ни одному из них, поскольку Псалтирь разделена на пять книг, а Книга Варуха отсутствует; при этом Послание Иеремии включено в состав Книги Иеремии. Всего в Ветхом Завете кодекса 48 книг. Каждая библейская книга имеет Tabula Capitulorum — краткое объяснение содержания, в конце каждой книги — краткое заключение. Четвероевангелие снабжено Иеронимовыми пролегоменами и его же посланием Папе Дамасию.

## Текстологические особенности

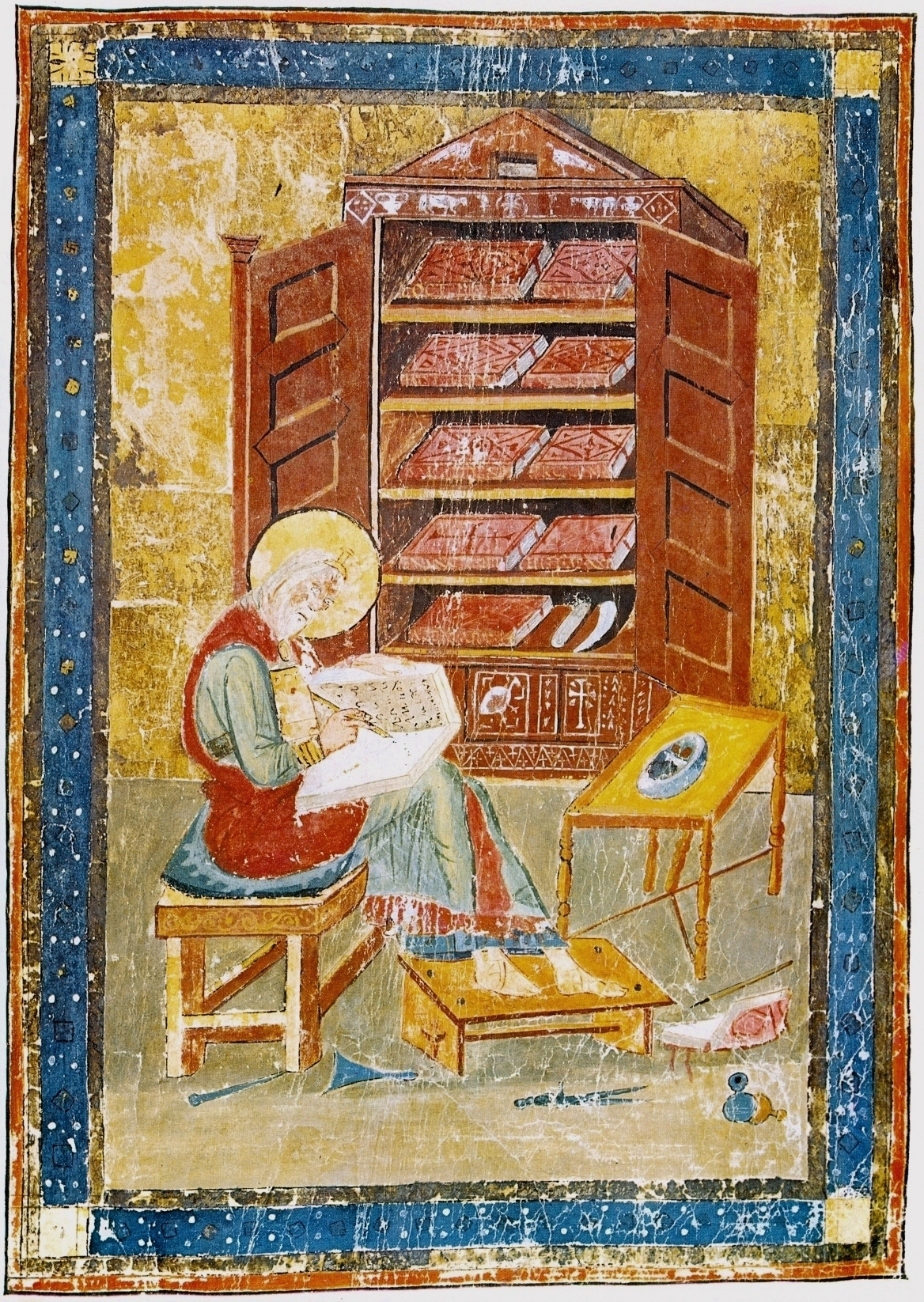
Миниатюра на л. 5 verso, которым открывается Ветхий Завет. Изображает Ездру в образе монаха-переписчика

С точки зрения текстологии Амиатинский кодекс относится к итальянскому типу Вульгаты и скопирован с рукописей из итальянских семейств. Кодекс содержит текст Ин. 7:53-8:1, отсутствующий в греческих рукописях. По мнению К. Грегори, текст содержит некоторое число чтений, характерных для англосаксонской и ирландской традиций, что следует из места создания рукописи; это предопределило текстологическую эклектику; большинство исследователей, напротив, полагают, что в кодексе сохранился текст, с максимальной чистотой представляющий изначальные чтения Иеронима. Ирландский тип текста представлен в Псалтири и Деяниях, по-видимому, также в Товите. Евангелия представляют собой ярко выраженный итальянский тип латинского текста, может быть, неаполитанского извода. Исследователи единогласно признают кодекс лучшей из рукописей Вульгаты.
Текст Амиатинского кодекса демонстрирует явное сходство с Линдисфарнскими Евангелиями и отчасти Фульдским кодексом. Высказывалось предположение, что все эти рукописи восходили к скрипторию Кассиодора; следовательно, архетип был создан в Южной Италии VI века. Впервые это положение выдвинул П. Корсен в 1883 году, когда сопоставил описание Амиатинского кодекса со сведениями, которые Кассиодор сообщал о Codex Grandior — первой латинской Библии, все тексты которой были собраны под одной обложкой. Естественным был вывод о том, что англосаксонский кодекс был его копией. Беда Достопочтенный в житии Кеолфрида упоминал миниатюры Codex Grandior, которые вполне соответствуют изображениям в Амиатинском кодексе, возможно, скопированным с итальянского оригинала. По мнению П. Корсена, вступление к англосаксонскому кодексу почти идентично одному из фрагментов Institutiones Кассиодора. К. Корсано отметила, что Codex Grandior содержал изображение Храма, с которым вполне соотносится план Скинии Завета, помещённый в Амиатинском кодексе. Существовала также гипотеза, что изображения и план Скинии были непосредственно включены в состав Амиатинского кодекса из Codex Grandior, но она так и не была принята учёным сообществом.
Беда Достопочтенный в Vita Ceolfridi описывал, что в аббатстве Монкуирмут-Джарроу были созданы три гигантских кодекса полной латинской Библии (лат. pandectus), одним из которых должен быть Амиатинский. П. Мейверт доказывал, что изображение Ездры в образе учёного монаха, подписанное «Когда священные книги сгорели в огне войны, Ездра с готовностью возместил ущерб» (лат. codicibus sacris hotill clade perustis Esdra do fervens hoc reparavit opus), тесно связано с Бедой, а указанная мысль неоднократно повторяется в его трудах. Следовательно, кодекс мог быть создан и под его руководством.
Доказательством истинности сведений Беды являются остатки кодекса, обнаруженные в 1882 году У. Гринвеллом в Ньюкасл-апон-Тайнe. Это был пергаментный лист с текстом 3Цар. 11:29-12:18, который С. Тёрнером был идентифицирован как очень близкий Амиатинскому кодексу, — он имеет тот же формат, число строк и переписан той же формой унциала. Гринвелл передал лист Британскому музею. Публикация его текста в 1909 году позволила выявить в библиотечных собраниях ещё 11 листов с текстом Иисуса Сирахова. Выяснилось также, что до XVI века второй кодекс сохранялся в Вустере, после чего перешёл в частные руки и был практически уничтожен. Следов третьего кодекса пока не обнаружено.

## История
Кодекс был создан в VIII веке в Нортумбрии в двойном монастыре Монкуирмут-Джарроу. Возможно, что рукописи, с которых он был переписан, привёз в Англию ещё в 669 году Феодор Тарсийский или сопровождавший его Адриан — аббат одного из монастырей Неаполя. Кодекс, скорее всего, был скопирован по приказу аббата Монкуирмут-Джарроу Кеолфрида, который намеревался подарить роскошную рукопись папе Григорию II, что следует из посвящения. В 716 году Кеолфрид отправился в паломничество в Рим, но скончался, не достигнув цели, в Лангре. Рукопись в конце концов попала в монастырь Сан-Сальваторе на горе Амиата, по имени которой и получила название. Здесь был затёрт и переписан заново текст посвящения, из-за чего об английском происхождении книги забыли.
Документированная история манускрипта начинается только с 1570 года, когда кодекс был истребован руководством Цистерцианского ордена для подготовки нового издания Вульгаты в Риме. По указу папы Сикста V кодекс доставлен в 1587 году в Рим, где положен в основу Сикстинского издания. В 1592 году рукопись вернулась в аббатство Сан-Сальваторе. После его закрытия в 1786 году кодекс перешёл в фонд флорентийской Библиотеки Лауренцианы, где хранится до сих пор. После перевозки во Флоренцию кодекс был отреставрирован и описан А.-М. Бандини.
В 1834 году рукопись исследовал Фердинанд Флек. Он в 1846 году выпустил новое издание Вульгаты, в котором материалы Амиатинского кодекса были даны в виде разночтений. В 1843 году кодекс исследовал Константин фон Тишендорф, который опубликовал в 1850 и 1854 годах издание Нового Завета. В 1887 году Генри Джулиан Уайт положил кодекс в основу Оксфордского издания Вульгаты Вордсворта и Уайта.
Во время Второй мировой войны кодекс был эвакуирован из Флоренции и спрятан в тайнике в Гайоле-ин-Кьянти, не получив никаких повреждений. Факсимильное издание опубликовано в 2003 году ограниченным тиражом 199 экземпляров.

### Атрибуция и датировка кодекса
При исследовании кодекса в 1780-е годы А.-М. Бандини обратил внимание на лист с посвящением, первая, вторая и пятая строки которого были затёрты и переписаны заново. Изначально, основываясь на церковном предании, он предполагал, что кодекс был переписан в VI веке для папы Григория Великого — в исправленном посвящении упоминался аббат Сан-Сальваторе Пётр Ломбардский. При попытке расшифровать затёртый текст он удостоверился в своей правоте. Датировку Бандини принял и Тишендорф в издании 1854 года, не скупясь на комплименты и полагая его выводы окончательными. Основываясь на греческом посвящении к Книге Левит (др.-греч. ὁ κύριος Σερβανδος ἐποίησεν), Бандини и Тишендорф предположили, что Серванд и был создателем рукописи. К. Гаман в 1873 году отверг это предположение, посчитав невероятным, что писец не поставил своё имя в начале рукописи, и впервые датировал кодекс VIII веком. С этой датировкой согласился Пауль де Лагард, но он считал, что кодекс был переписан в аббатстве Райхенау. Только в 1886 году Джованни де Росси расшифровал стёртый текст в пятой строке посвящения и выяснил, что оно подписано Кеолфридом, и, следовательно, рукопись была создана в Нортумбрии.

## Галерея

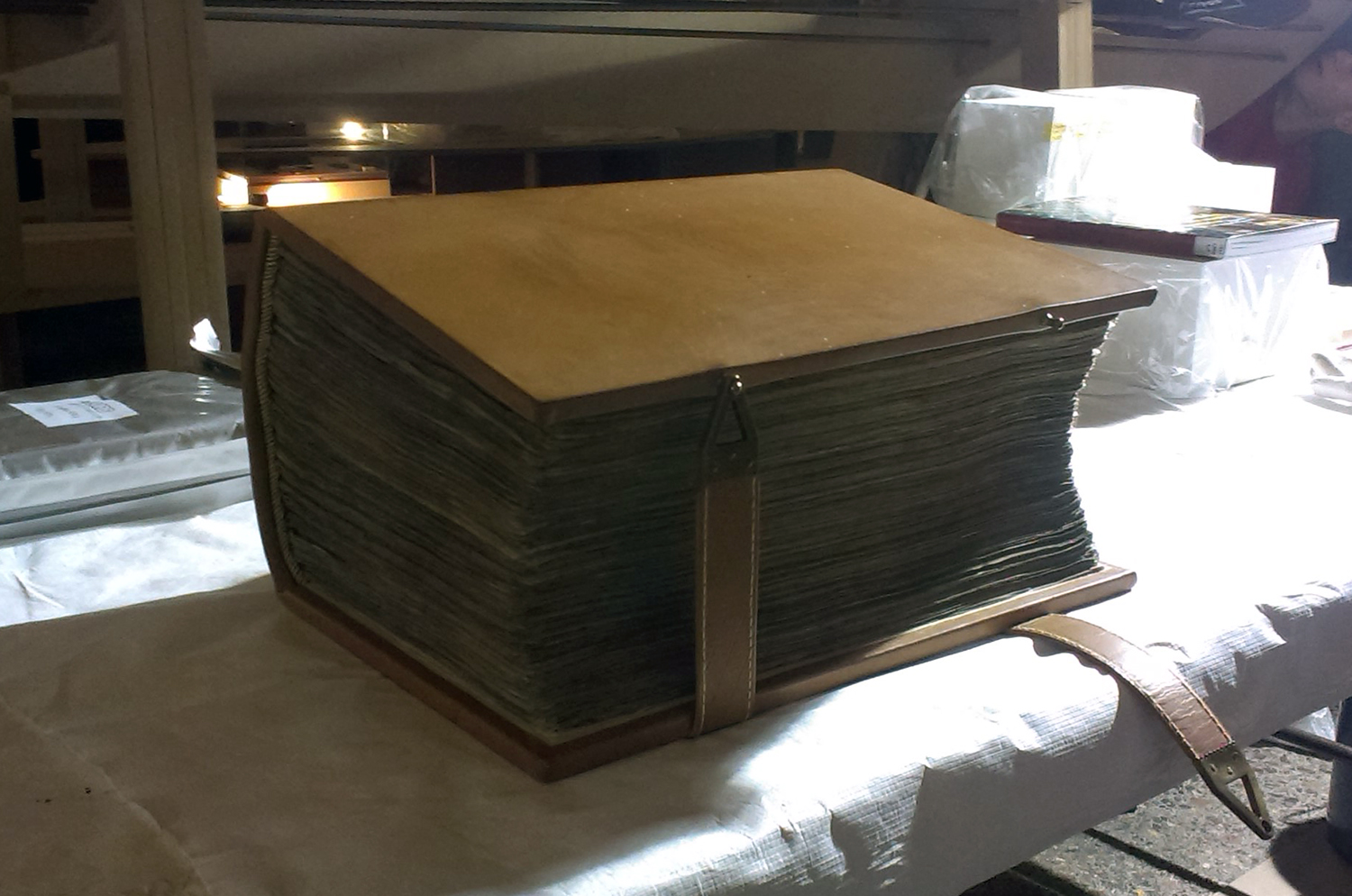
Общий вид
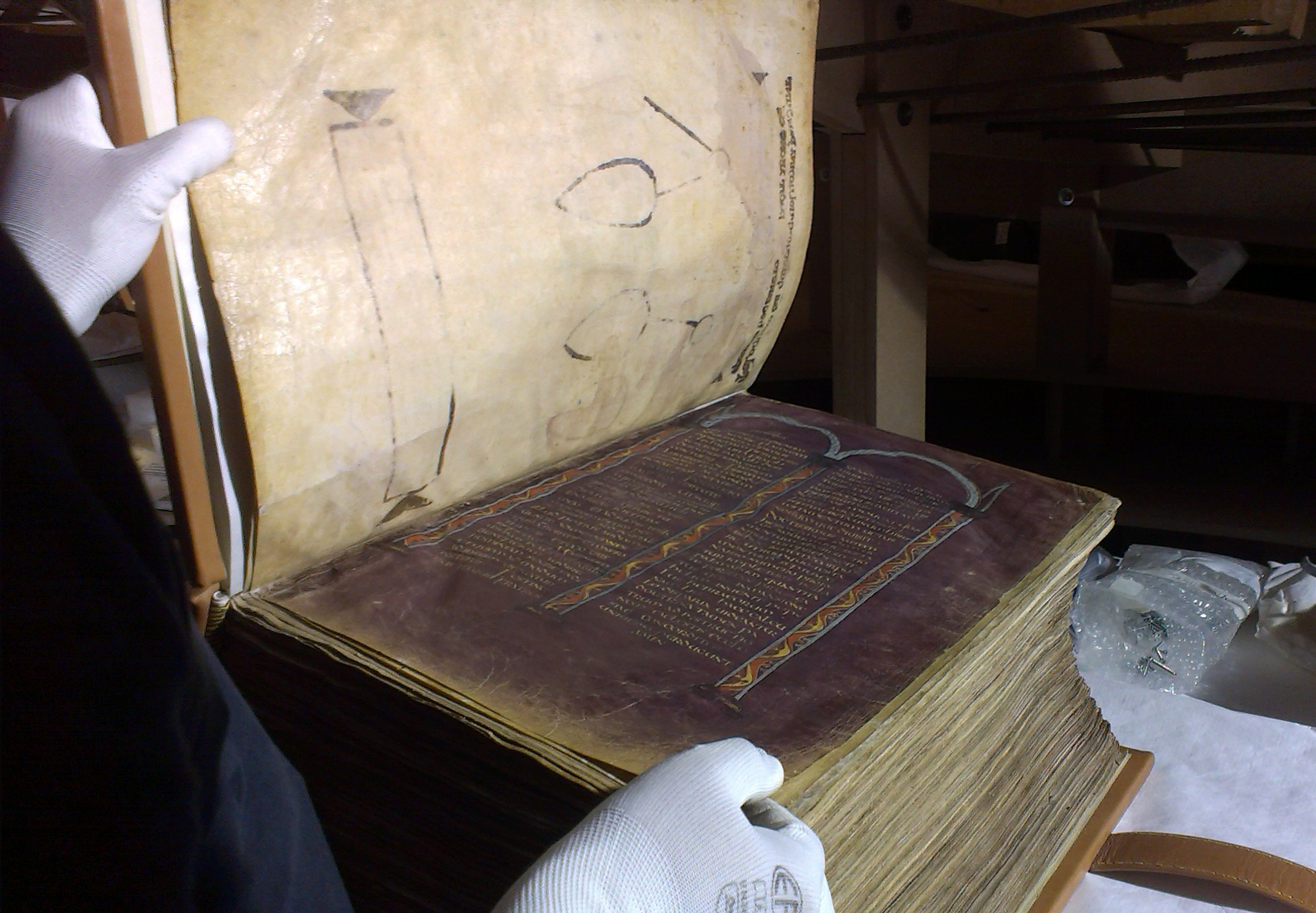
Страница канонов, целиком окрашенная пурпуром
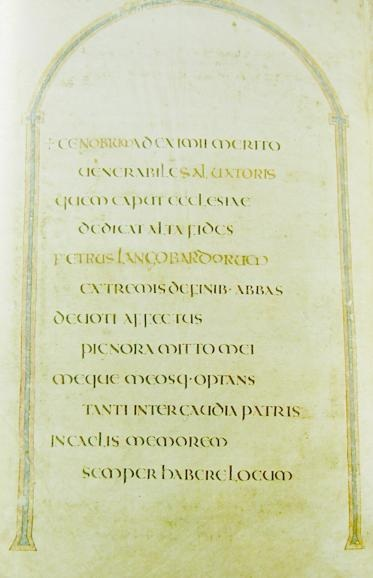
Лист с исправленным посвящением
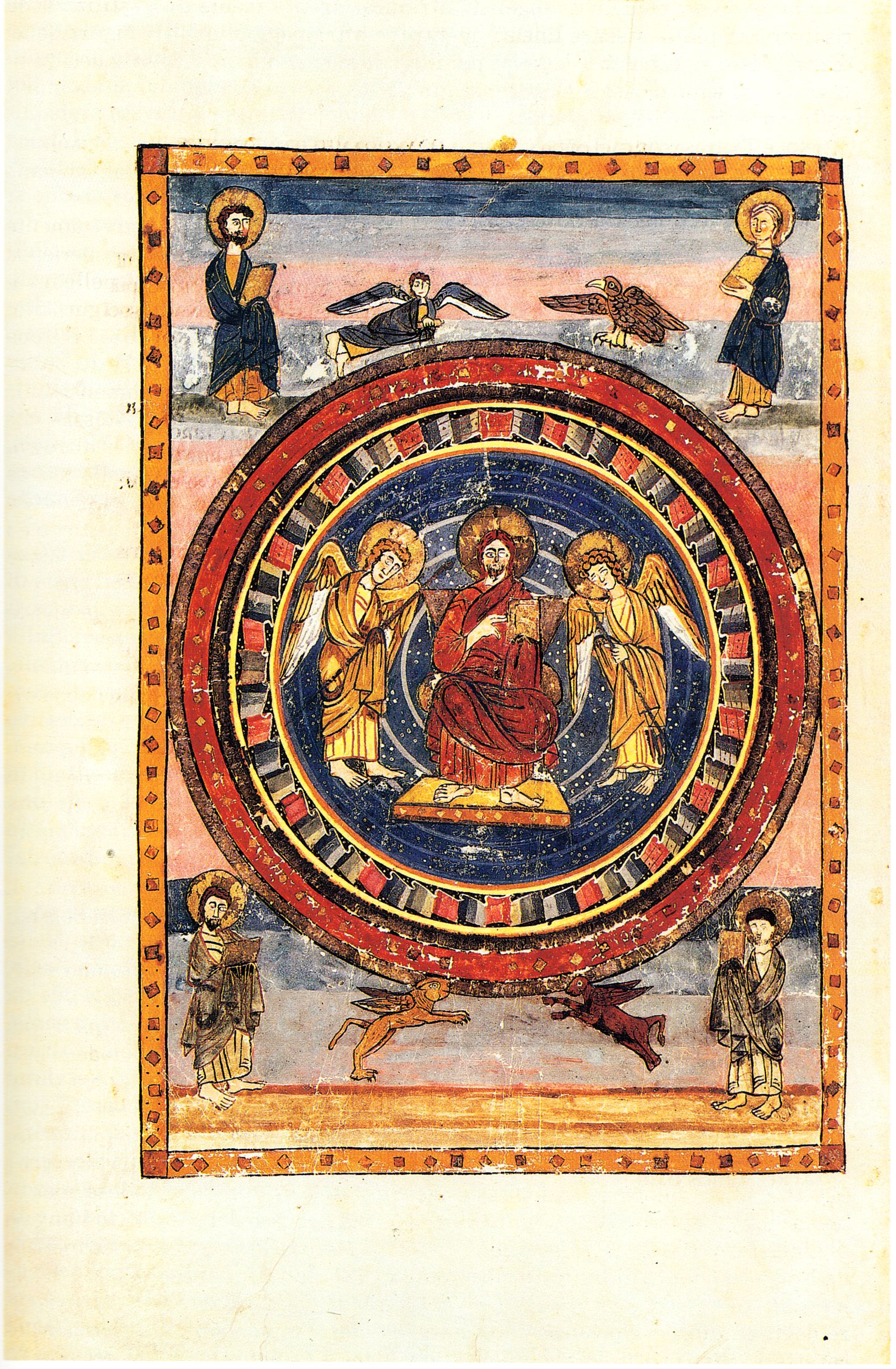
Господь во славе. Миниатюра на листе 796 verso
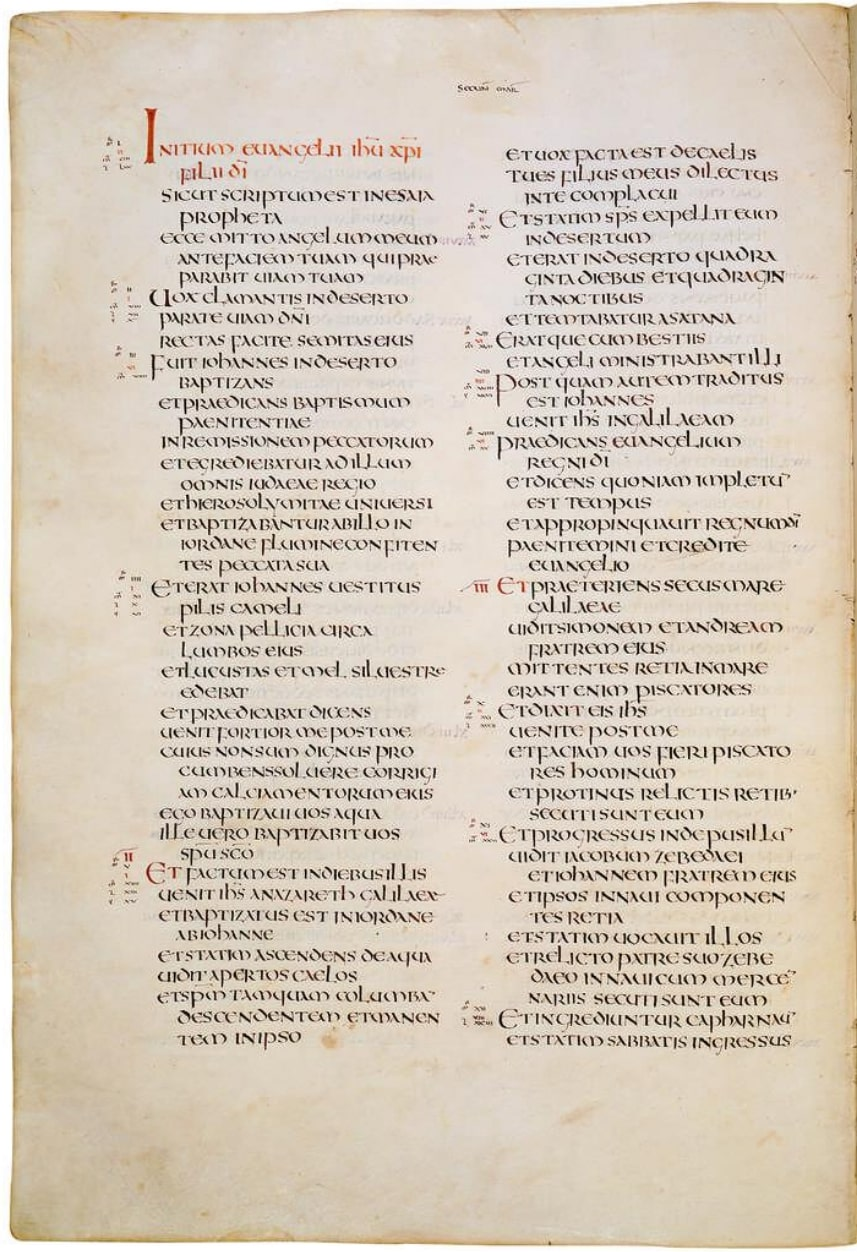
Первая страница Евангелия от Марка

## Издания
- Ferdinand Florens Fleck. Novum Testamentum Vulgatae editionis juxta textum Clementis VIII. Romanum ex Typogr. Apost. Vatic. A 1592 accurate expressum (Lipsiae, 1840). Дата обращения: 7 марта 2016.
- Constantinus Tischendorf. Codex Amiatinus. Novum Testamentum Latine interpreto Hieronymo. — Lipsiae: Avenarius und Mendelssohn, 1854. — 421 p.